# 吴前进
吴前进（1956年1月—），陕西镇安人；中共中央党校函授本科毕业，工商管理硕士，中国地质大学工学博士。1980年8月加入中国共产党。曾任中共铜川市委书记、市长。现任陕西省人大常委会副主任。

## 经历
1973年11月，吴前进成为知识青年，在陕西柞水县东坪公社插队劳动。文化大革命结束后，调入柞水县共青团工作；历任团委干事、副书记、书记；1985年2月至11月间，在商洛地委整党办工作。此后，历任柞水县广播电视局局长，县委副书记；商南县委副书记，副县长、代县长、县长，商南县委书记。1996年7月，调任铜川市副市长；其间，曾于2000年3月至7月在陕西省委党校中青班、美国加州大学学习；2001年5月，升任中共铜川市委副书记；2003年2月起，历任铜川市代市长、市长，市委书记、市人大常委会主任。2009年1月，获中国地质大学资源产业经济专业博士学位。2011年1月，被增补为陕西省人大常委会副主任。